# Банк провинции Цзилинь
Банк Цзилинь (кит. 吉林银行) — коммерческий банк со штаб-квартирой в Чанчуне, провинция Гирин, КНР. Это бывший Чанчуньский Городской Коммерческий Банк, основанный в 1997 и изменивший название на Банк провинции Цзилинь в 2007, так как он поглотил Цзилиньский Городской Коммерческий Банк и Ляоюаньский Городской Коммерческий Банк. В 2008 поглотил Коммерческие банки Тунхуа, Сыпин, Байшань и Сунъюань, и открыл новое отделение в Яньбяне.
В 2008 году банк открыл отделения за пределами провинции Цзилинь — в Тяньцзине, Шанхае и Пекине.